# Capparicordis
Capparicordis är ett släkte av kaprisväxter. Capparicordis ingår i familjen kaprisväxter.
Kladogram enligt Catalogue of Life:
| Capparicordis | \| \| Capparicordis crotonoides \| \| \| \| \| \| Capparicordis tweediana \| \| \| \| \| \| Capparicordis yunckeri \| \| \| \| |
|               | \| \| Capparicordis crotonoides \| \| \| \| \| \| Capparicordis tweediana \| \| \| \| \| \| Capparicordis yunckeri \| \| \| \| |
|               | Capparicordis crotonoides |
|               | |
|               | Capparicordis tweediana |
|               | |
|               | Capparicordis yunckeri |
|               | |